# Antipalpus truncatus
Antipalpus truncatus är en tvåvingeart som först beskrevs av Friedrich Hermann Loew 1849.  Antipalpus truncatus ingår i släktet Antipalpus och familjen rovflugor. Inga underarter finns listade i Catalogue of Life.